# Aubessagne
Aubessagne – gmina we Francji, w regionie Francji, w regionie Prowansja-Alpy-Lazurowe Wybrzeże, w departamencie Alpy Wysokie. W 2013 roku liczba ludności wynosiła 721 mieszkańców. 
Gmina została utworzona 1 stycznia 2018 roku z połączenia trzech ówczesnych gmin: Chauffayer, Les Costes oraz Saint-Eusèbe-en-Champsaur. Siedzibą gminy została miejscowość Chauffayer.